# Vuelta a Burgos 2013
La XXXV Vuelta a Burgos se disputó entre el 7 y el 11 de agosto de 2013 con un recorrido de 803 km dividido en 5 etapas, con inicio en Burgos y final en las Lagunas de Neila.
La prueba perteneció al UCI Europe Tour 2012-2013 de los Circuitos Continentales UCI, dentro de la máxima categoría para vueltas de varias etapas: 2.HC. A destacar que es la única ronda por etapas española fuera del UCI WorldTour que ha mantenido sus 5 días tradicionales de competición.
El ganador final fue Nairo Quintana tras hacerse con la etapa final de alta montaña consiguiendo una ventaja suficiente como para alzarse con la victoria. Le acompañaron en el podio David Arroyo (quien se hizo con la clasificación de los españoles) y Vincenzo Nibali, respectivamente.
En las otras clasificaciones secundarias se impusieron Amets Txurruka (montaña), Fabricio Ferrari (metas volantes), Anthony Roux (regularidad) y Caja Rural-Seguros RGA (equipos) y Carlos Barbero (sub-23 y castellano y leonés).

## Equipos participantes
Tomaron parte en la carrera 16 equipos. Los 2 equipos españoles 2 de categoría UCI ProTeam; el único de categoría Profesional Continental; y los 2 de categoría Continental. En cuanto a representación extranjera, estruvieron 11 equipos: 7 ProTeam y 4 Profesionales Continentales. Formando así un pelotón de 127 ciclistas, de 8 corredores cada equipo (excepto el Orica GreenEDGE que salió con 7), de los que acabaron 94. Los equipos participantes fueron:
| Equipo                     | Cód. UCI | Categoría               | Jefe de filas     |
| -------------------------- | -------- | ----------------------- | ----------------- |
| Katusha                    | KAT      | UCI ProTeam             | Luca Paolini      |
| Movistar Team              | MOV      | UCI ProTeam             | Nairo Quintana    |
| Sky Procycling             | SKY      | UCI ProTeam             | Dario Cataldo     |
| Cannondale Pro Cycling     | CAN      | UCI ProTeam             | Ivan Basso        |
| Orica GreenEDGE            | OGE      | UCI ProTeam             | Allan Davis       |
| FDJ.fr                     | FDJ      | UCI ProTeam             | Sandy Casar       |
| Euskaltel Euskadi          | EUS      | UCI ProTeam             | Samuel Sánchez    |
| Ag2r La Mondiale           | ALM      | UCI ProTeam             | Rinaldo Nocentini |
| Astana Pro Team            | AST      | UCI ProTeam             | Vincenzo Nibali   |
| Caja Rural-Seguros RGA     | CJR      | Profesional Continental | Amets Txurruka    |
| Colombia                   | COL      | Profesional Continental | Fabio Duarte      |
| Team NetApp-Endura         | TNE      | Profesional Continental | Jan Bárta         |
| Cofidis, Solutions Crédits | COF      | Profesional Continental | Daniel Navarro    |
| Vini Fantini-Selle Italia  | VIN      | Profesional Continental | Matteo Rabottini  |
| Burgos BH-Castilla y León  | BUR      | Continental             | Moisés Dueñas     |
| Euskadi                    | EUK      | Continental             | Carlos Barbero    |

## Etapas
| Etapa | Fecha        | Recorrido                                             | km  | Ganador         | Líder          |
| ----- | ------------ | ----------------------------------------------------- | --- | --------------- | -------------- |
| 1.ª   | 7 de agosto  | Burgos-Burgos (Castillo de Burgos)                    | 139 | Simone Ponzi    | Simone Ponzi   |
| 2.ª   | 8 de agosto  | Roa de Duero-Ciudad Romana de Clunia                  | 157 | Jens Keukeleire | Anthony Roux   |
| 3.ª   | 9 de agosto  | Villadiego-Complejo Kárstico Ojo Guareña              | 175 | Jens Keukeleire | Anthony Roux   |
| 4.ª   | 10 de agosto | Burpellet Doña Santos-Santo Domingo de Silos          | 162 | Anthony Roux    | Anthony Roux   |
| 5.ª   | 11 de agosto | Comarca Pinares: comunero de Revenga-Lagunas de Neila | 170 | Nairo Quintana  | Nairo Quintana |

## Clasificaciones

### Clasificación general

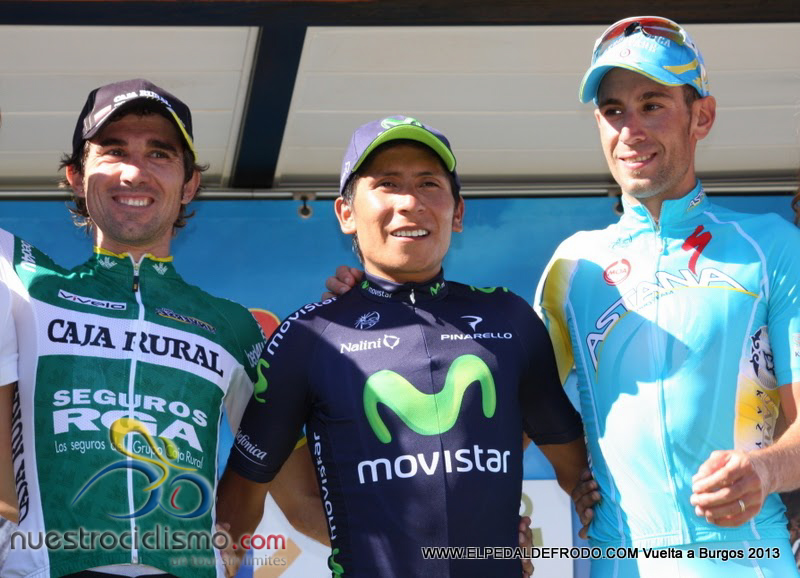
Podio final.

| Posición | Ciclista           | Equipo                 | Tiempo           |
| -------- | ------------------ | ---------------------- | ---------------- |
|          | Nairo Quintana     | Movistar               | 19 h 29 min 22 s |
| 2        | David Arroyo       | Caja Rural-Seguros RGA | a 23 s           |
| 3        | Vincenzo Nibali    | Astana                 | a 55 s           |
| 4        | Giampaolo Caruso   | Katusha                | a 1 min 14 s     |
| 5        | André Cardoso      | Caja Rural-Seguros RGA | a 1 min 16 s     |
| 6        | Mikel Landa        | Euskaltel Euskadi      | a 1 min 24 s     |
| 7        | Sergei Chernetski  | Katusha                | a 1 min 29 s     |
| 8        | Samuel Sánchez     | Euskaltel Euskadi      | a 1 min 53 s     |
| 9        | Cayetano Sarmiento | Cannondale             | a 2 min 07 s     |
| 10       | Ivan Basso         | Cannondale             | a 2 min 17 s     |

### Clasificación de la montaña
| Posición | Ciclista       | Equipo                 | Puntos |
| -------- | -------------- | ---------------------- | ------ |
|          | Amets Txurruka | Caja Rural-Seguros RGA | 60     |
| 2        | Nairo Quintana | Movistar               | 41     |
| 3        | David Arroyo   | Caja Rural-Seguros RGA | 25     |

### Clasificación de la regularidad
| Posición | Ciclista          | Equipo  | Puntos |
| -------- | ----------------- | ------- | ------ |
|          | Anthony Roux      | FDJ.fr  | 73     |
| 2        | Simone Ponzi      | Astana  | 64     |
| 3        | Sergei Chernetski | Katusha | 44     |

### Clasificación de las metas volantes
| Posición | Ciclista         | Equipo                 | Puntos |
| -------- | ---------------- | ---------------------- | ------ |
|          | Fabricio Ferrari | Caja Rural-Seguros RGA | 17     |
| 2        | Amets Txurruka   | Caja Rural-Seguros RGA | 10     |
| 3        | Zakkari Dempster | NetApp Endura          | 9      |

### Clasificación por equipos
| Posición | Equipo                 | Tiempo           |
| -------- | ---------------------- | ---------------- |
|          | Caja Rural-Seguros RGA | 58 h 35 min 39 s |
| 2        | Movistar               | a 1 min 04 s     |
| 3        | Astana                 | a 1 min 11 s     |

### Clasificación sub-23
| Posición | Ciclista       | Equipo  | Tiempo           |
| -------- | -------------- | ------- | ---------------- |
| 1        | Carlos Barbero | Euskadi | 19 h 44 min 38 s |

### Mejor castellano y leonés
| Posición | Ciclista       | Equipo  | Tiempo           |
| -------- | -------------- | ------- | ---------------- |
| 1        | Carlos Barbero | Euskadi | 19 h 44 min 38 s |

### Mejor español
| Posición | Ciclista       | Equipo                 | Tiempo           |
| -------- | -------------- | ---------------------- | ---------------- |
| 1        | David Arroyo   | Caja Rural-Seguros RGA | 19 h 29 min 45 s |
| 2        | Mikel Landa    | Euskaltel Euskadi      | a 1 min 01 s     |
| 3        | Samuel Sánchez | Euskaltel Euskadi      | a 1 min 29 s     |

## Evolución de las clasificaciones
| Etapa (Vencedor)            | Clasificación general | Clasificación de la montaña | Clasificación por puntos | Clasificación de las metas volantes | Clasificación por equipos |
| --------------------------- | --------------------- | --------------------------- | ------------------------ | ----------------------------------- | ------------------------- |
| 1.ª etapa (Simone Ponzi)    | Simone Ponzi          | Anthony Roux                | Simone Ponzi             | Fabricio Ferrari                    | FDJ.fr                    |
| 2.ª etapa (Jens Keukeleire) | Anthony Roux          | Anthony Roux                | Simone Ponzi             | Fabricio Ferrari                    | FDJ.fr                    |
| 3.ª etapa (Jens Keukeleire) | Anthony Roux          | Amets Txurruka              | Jens Keukeleire          | Fabricio Ferrari                    | Caja Rural-Seguros RGA    |
| 4.ª etapa (Anthony Roux)    | Anthony Roux          | Amets Txurruka              | Anthony Roux             | Fabricio Ferrari                    | Caja Rural-Seguros RGA    |
| 5.ª etapa (Nairo Quintana)  | Nairo Quintana        | Amets Txurruka              | Anthony Roux             | Fabricio Ferrari                    | Caja Rural-Seguros RGA    |
| Final                       | Nairo Quintana        | Amets Txurruka              | Anthony Roux             | Fabricio Ferrari                    | Caja Rural-Seguros RGA    |

## Nota
1. ↑  En un principio la victoria fue para Daniele Ratto, pero fue descalificado por maniobra antireglamentaria.